# Tachyagetes aegyptiacus
Tachyagetes aegyptiacus (лат.) — вид дорожных ос (Pompilidae).

## Распространение
Западная Палеарктика: Греция, Испания, Италия (Сардиния, Сицилия).

## Описание
Охотятся и откладывают яйца на пауков. Длина 5-7 мм, проподеум матовый, брюшко чёрное, первый тергит красноватый (у подвида Tachyagetes aegyptiacus sardous светло-красный).